# Río Ica
Der Río Ica ist ein etwa 157 km langer Zufluss des Pazifischen Ozeans im Südwesten von Peru in den Regionen Huancavelica und Ica.

## Flusslauf
Der Río Ica entsteht in der peruanischen Westkordillere auf einer Höhe von etwa 1700 m am Zusammenfluss von Río Tambo (rechts) und Río Olaya (links). Einschließlich des Río Tambo (⊙) beträgt die Gesamtlänge etwa 215 km. Der Río Ica fließt anfangs 30 km in westsüdwestlicher Richtung durch das Gebirge. Anschließend wendet er sich 20 km nach Südwesten und erreicht die Küstenebene. Bei San José de los Molinos befindet sich ein in den 2010er Jahren errichtetes Wehr (⊙), an welchem fast das gesamte Flusswasser zu Bewässerungszwecken abgeleitet wird. Der fast ganzjährig trocken gefallene Flusslauf wendet sich allmählich nach Süden. Dieser ist im Unterlauf abschnittsweise kanalisiert. Er passiert bei Flusskilometer 100 die Großstadt Ica. Entlang dem Flusslauf wird auf bewässerten Anbauflächen Landwirtschaft betrieben. Der Fluss führt auf den letzten Kilometern fast kein Wasser mehr und erreicht schließlich die Pazifikküste. Der Río Ica führt gewöhnlich nur während der Regenzeit Wasser.

## Einzugsgebiet
Das natürliche Einzugsgebiet des Río Ica umfasst eine Fläche von 7711 km². Dieses wurde künstlich durch die Zuleitung vom abflussregulierten See Laguna Choclococha (⊙) um 392 km² vergrößert. Im Norden grenzt das Einzugsgebiet des Río Ica an das des Río Pisco, im Süden an das des Río Grande.